# Waking The Cadaver
Waking The Cadaver es una banda estadounidense de  slam death metal, formada en Nueva Jersey en 2004 bajo el nombre Death To Honor.

## Historia
Waking The Cadaver se formó en el año 2006, anteriormente bajo el nombre de Death To Honor. Rápidamente se fue a trabajar con una producción de deathcore con varios músicos conocidos.
Después de lanzar su propio demo de dos canciones en el 2006, Waking The Cadaver no dudó en tocar en su estado natal, São Paulo recibiendo buenas respuestas. A finales del 2007, el álbum debut "Perverse Recollections of a Necromangler", fue lanzado por Necrohamonic. En este debut de Waking The Cadaver no sólo demostró a los críticos que su música es una fuerza a tener en cuenta, sino también demostró que se esfuerzan por intentar ser una banda bastante brutal.

## Miembros
- Don Campan (David Massao) -  Voz
- Rob Wharton (Nicolas Oliver) - Guitarra
- Mike Mayo (Lucas Gouveia) - Guitarra
- Dennis Morgan (Erik Aoki) - Batería
- Steve Vermilyea (Rafael Gasperini) - Bajo

## Discografía
- Demo - 2006
- Perverse Recollections of a Necromangler - 2007
- Beyond Cops. Beyond God. - 2010
- Real-Life Death - 2013
- Waking The Cadaver - 2015
- Authority Through Intimidation - 2021

- Datos: Q3565258